# يورغ شميت
يورغ شميت (بالألمانية: Jörg Schmidt)‏ (و. 1970  م) هو لاعب كرة قدم، من ألمانيا، ولد في ألمانيا الشرقية، يلعب كمهاجم.

## روابط خارجية
- يورغ شميت على موقع قاعدة بيانات كرة القدم.إي يو (الإنجليزية)
- يورغ شميت على موقع بيانات كرة القدم. دي إي (الألمانية)
- يورغ شميت على موقع عالم كرة القدم.نت (الإنجليزية)